# Bobby Helms

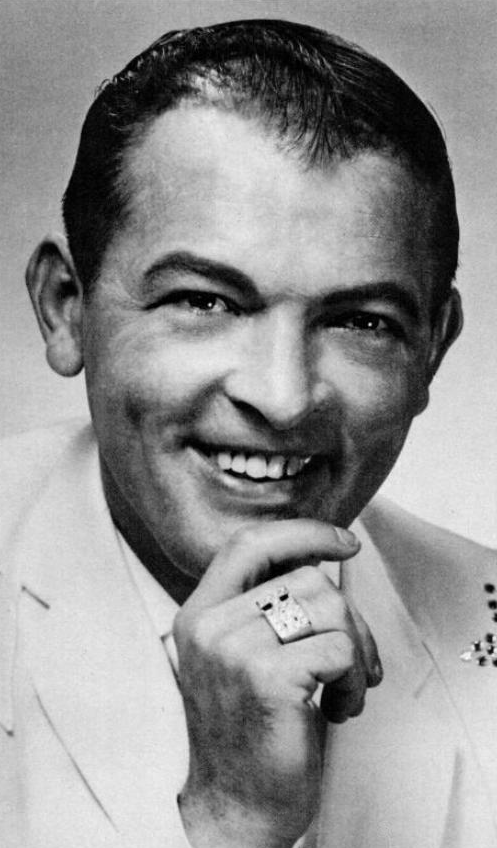
Bobby Helms (1968)

Bobby Lee Helms (* 15. August 1933 in Bloomington, Indiana; † 19. Juni 1997 in Martinsville, Indiana) war ein US-amerikanischer Country- und Rockabilly-Sänger. Seine größten Erfolge feierte er Ende der 1950er-Jahre mit Hits wie Fraulein, My Special Angel und Jingle Bell Rock.

## Biographie
Bobby Helms trat als Kind gemeinsam mit seinem Bruder Freddy als The Helms Brothers auf. Das Duo hatte über einen Zeitraum von sechs Jahren zahlreiche Auftritte in lokalen Radio- und Fernsehshows. Danach machte Bobby alleine weiter. Ernest Tubb holte ihn Mitte der 1950er Jahre nach Nashville und vermittelte einen Schallplattenvertrag mit Decca.
Anfang 1957 erschien seine erste Single, Fraulein. Der Song kam am 30. März 1957 in die Country-Charts, bewegte sich dann bis auf Platz eins und hielt die Spitzenposition vier Wochen. Die Single war 52 Wochen lang in den Country-Charts notiert. Außerdem konnte er sich in der Pop-Hitparade, wo die Single Platz 36 erreichte, platzieren.
Seine nächste Single, My Special Angel, erreichte erneut Platz eins der Country-Charts, wo sie vier Wochen auf dem Spitzenplatz der Best Seller Charts stand und 26 Wochen in den Country-Charts notiert wurde. Die Single wurde zum Top-10-Pop-Hit und erreichte Platz 7 in den Billboard Top 100.
Auch die dritte Veröffentlichung des Jahres 1957, das Weihnachtslied Jingle Bell Rock, wurde zu einem Hit. Zwar belegte der Titel in den Country-Charts im Dezember 1957 nur eine Woche lang Platz 7 der Jockey Charts, war aber in den Pop Charts umso erfolgreicher, wo die Single Platz 6 erreichte. Der Song wurde in den folgenden Jahren mehrfach in der Weihnachtszeit wiederentdeckt, er belegte in den Jahren 1958 und 1960 bis 1962 jeweils mittlere Platzierungen in den Top 100. Durch die wiederholten Eintritte in die Charts erhielt Helms fünf Jahre nach Erscheinen der Single seine zweite Goldene Schallplatte, zuvor war bereits My Special Angel mit Gold ausgezeichnet worden. Der Titel Jingle Bell Rock entwickelte sich im Laufe der Jahre zu einem Klassiker und wurde u. a. von Randy Travis gecovert. Auch wenn er nicht in der legendären Grand Ole Opry auftreten konnte, schaffte er es in die Town Hall Party, ebenfalls eine bekannte Radioshow der 1950er Jahre. Ende des Jahrzehntes entwickelte sich seine Musik Richtung Rockabilly, was gut an dem Stück Long Gone Daddy zu hören ist.

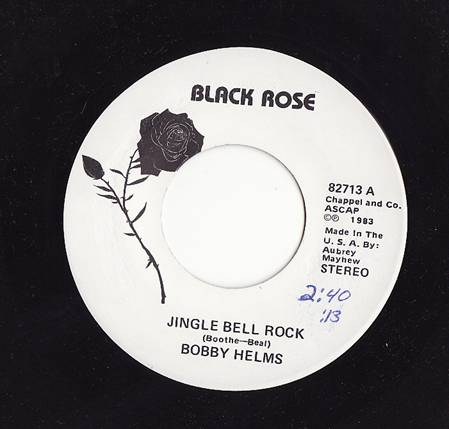
Jingle Bell Rock (1983)

1958 gelangen ihm mit Just a Little Lonesome und Jacqueline noch einmal Top-10-Hits. Nachdem Helms 1958 mit den Titeln Borrowed Dreams und The Fool And The Angel kleinere Hits in den Pop-Charts verzeichnen konnte, war er 1959 mit dem Song New River Train auf Platz 26 in den Country-Charts. 1960 hatte er mit Lonely River Rhine seinen letzten Top-Twenty-Hit in den Country-Charts. Danach war seine Erfolgssträhne vorbei.
Auch ein Wechsel zum Label Kapp Records 1965 brachte keine Wende. Helms blieb weiterhin musikalisch aktiv und hatte in den Jahren 1967 und 1968 einige kleinere Hits wie He Thought He’d Die Laughing und So Long. Seine letzte Chartplatzierung erreichte Helms 1970 mit Mary Goes ’Round für Certron Records, spielte aber bis 1983 für MCA Records weiterhin Singles ein. Danach erschienen seine Songs nur noch auf kleinen Labels.
Helms starb 1997 in Martinsville, Indiana an einem Lungenemphysem.

## Diskografie (Auswahl)

### Alben
| Jahr | Titel                        | Höchstplatzierung, Gesamtwochen, AuszeichnungChartplatzierungen (Jahr, Titel, Platzierungen, Wochen, Auszeichnungen, Anmerkungen) | Höchstplatzierung, Gesamtwochen, AuszeichnungChartplatzierungen (Jahr, Titel, Platzierungen, Wochen, Auszeichnungen, Anmerkungen) | Anmerkungen                                                             |
| Jahr | Titel                        | US | Country | Anmerkungen                                                             |
| ---- | ---------------------------- | --- | --- | ----------------------------------------------------------------------- |
| 1968 | All New Just for You         | — | Country43 (3 Wo.)Country |                                                                         |
| 2019 | The Best of Bobby Helms      | US24 (25 Wo.)US | Country6 (15 Wo.)Country | Erstveröffentlichung: 1963 Charteinstieg in US-Country 2019, in US 2020 |
| 2022 | The Classic Years: 1956–1962 | US28 (1 Wo.)US | Country5 (1 Wo.)Country |                                                                         |
| 2024 | A Bobby Helms Christmas      | US20 (6 Wo.)US | Country31 (… Wo.)Country |                                                                         |

Weitere Alben
- 1957: Bobby Helms Sings to My Special Angel (Decca)
- 1965: Bobby Helms
- 1966: I’m the Man (Kapp)
- 1966: Sorry My Name Isn’t Fred (Kapp)
- 1969: Before Your Heartaches Came
- 1970: Greatest Performance

### Singles
| Jahr | Titel Album                                                  | Höchstplatzierung, Gesamtwochen, AuszeichnungChartplatzierungen (Jahr, Titel, Album, Platzierungen, Wochen, Auszeichnungen, Anmerkungen) | Höchstplatzierung, Gesamtwochen, AuszeichnungChartplatzierungen (Jahr, Titel, Album, Platzierungen, Wochen, Auszeichnungen, Anmerkungen) | Höchstplatzierung, Gesamtwochen, AuszeichnungChartplatzierungen (Jahr, Titel, Album, Platzierungen, Wochen, Auszeichnungen, Anmerkungen) | Höchstplatzierung, Gesamtwochen, AuszeichnungChartplatzierungen (Jahr, Titel, Album, Platzierungen, Wochen, Auszeichnungen, Anmerkungen) | Höchstplatzierung, Gesamtwochen, AuszeichnungChartplatzierungen (Jahr, Titel, Album, Platzierungen, Wochen, Auszeichnungen, Anmerkungen) | Höchstplatzierung, Gesamtwochen, AuszeichnungChartplatzierungen (Jahr, Titel, Album, Platzierungen, Wochen, Auszeichnungen, Anmerkungen) | Anmerkungen                                                                 |
| Jahr | Titel Album                                                  | DE | AT | CH | UK | US | Country | Anmerkungen                                                                 |
| ---- | ------------------------------------------------------------ | --- | --- | --- | --- | --- | --- | --------------------------------------------------------------------------- |
| 1957 | Fraulein –                                                   | — | — | — | — | US36 (27 Wo.)US | Country1 (52 Wo.)Country |                                                                             |
| 1957 | My Special Angel Bobby Helms Sings to My Special Angel       | — | — | — | UK22 (3 Wo.)UK | US7 (23 Wo.)US | Country1 (26 Wo.)Country |                                                                             |
| 1957 | Jingle Bell Rock –                                           | DE6 Platin · (38 Wo.)DE | AT5 (31 Wo.)AT | CH5 (41 Wo.)CH | UK5 ×3Dreifachplatin · (40 Wo.)UK | US3 (67 Wo.)US | Country60 (2 Wo.)Country | Charteinstieg in US-Country 1996, in DE 2016, in CH und UK 2017, in AT 2018 |
| 1958 | Just A Little Lonesome Bobby Helms Sings to My Special Angel | — | — | — | — | — | Country10 (9 Wo.)Country |                                                                             |
| 1958 | No Other Baby Bobby Helms Sings to My Special Angel          | — | — | — | UK30 (1 Wo.)UK | — | — |                                                                             |
| 1958 | Jacqueline –                                                 | — | — | — | UK20 (3 Wo.)UK | US63 (8 Wo.)US | Country6 (11 Wo.)Country |                                                                             |
| 1958 | Borrowed Dreams –                                            | — | — | — | — | US60 (2 Wo.)US | — |                                                                             |
| 1958 | The Fool And The Angel –                                     | — | — | — | — | US75 (6 Wo.)US | — |                                                                             |
| 1959 | New River Train –                                            | — | — | — | — | — | Country26 (3 Wo.)Country |                                                                             |
| 1960 | Lonely River Rhine –                                         | — | — | — | — | — | Country16 (4 Wo.)Country |                                                                             |
| 1967 | He Thought He’d Die Laughing All New Just For You            | — | — | — | — | — | Country46 (7 Wo.)Country |                                                                             |
| 1968 | The Day You Stop Loving Me All New Just For You              | — | — | — | — | — | Country60 (6 Wo.)Country |                                                                             |
| 1968 | I Feel You, I Love You –                                     | — | — | — | — | — | Country53 (9 Wo.)Country |                                                                             |
| 1969 | So Long Before Your Heartaches Came                          | — | — | — | — | — | Country43 (9 Wo.)Country |                                                                             |
| 1970 | Mary Goes ’round Greatest Performance                        | — | — | — | — | — | Country41 (9 Wo.)Country |                                                                             |

grau schraffiert: keine Chartdaten aus diesem Jahr verfügbar

## Auszeichnungen für Musikverkäufe
| Goldene Schallplatte - Spanien - 2021: für die Single Jingle Bell Rock Platin-Schallplatte - Griechenland - 2023: für die Single Jingle Bell Rock - Neuseeland - 2022: für die Single Jingle Bell Rock - Portugal - 2022: für die Single Jingle Bell Rock | 2× Platin-Schallplatte - Australien - 2023: für die Single Jingle Bell Rock - Italien - 2023: für die Single Jingle Bell Rock 3× Platin-Schallplatte - Dänemark - 2024: für die Single Jingle Bell Rock |

Anmerkung: Auszeichnungen in Ländern aus den Charttabellen bzw. Chartboxen sind in ebendiesen zu finden.
| Land/RegionAuszeichnungen für Musikverkäufe (Land/Region, Auszeichnungen, Verkäufe, Quellen) | Gold  | Platin       | Verkäufe  | Quellen                   |
| -------------------------------------------------------------------------------------------- | ----- | ------------ | --------- | ------------------------- |
| Australien (ARIA)                                                                            | —     | 2× Platin2   | 140.000   | aria.com.au               |
| Dänemark (IFPI)                                                                              | —     | 3× Platin3   | 270.000   | ifpi.dk                   |
| Deutschland (BVMI)                                                                           | —     | Platin1      | 600.000   | musikindustrie.de         |
| Griechenland (IFPI)                                                                          | —     | Platin1      | 20.000    | Einzelnachweise           |
| Italien (FIMI)                                                                               | —     | 2× Platin2   | 200.000   | fimi.it                   |
| Neuseeland (RMNZ)                                                                            | —     | Platin1      | 30.000    | aotearoamusiccharts.co.nz |
| Portugal (AFP)                                                                               | —     | Platin1      | 10.000    | Einzelnachweise           |
| Spanien (Promusicae)                                                                         | Gold1 | —            | 20.000    | elportaldemusica.es       |
| Vereinigtes Königreich (BPI)                                                                 | —     | 3× Platin3   | 1.800.000 | bpi.co.uk                 |
| Insgesamt                                                                                    | Gold1 | 14× Platin14 |           |                           |